# Liste der Biografien/Si
Liste der Biografien |
Portal Biografien |
Personensuche
# |
A |
B |
C |
D |
E |
F |
G |
H |
I |
J |
K |
L |
M |
N |
O |
P |
Q |
R |
S |
T |
U |
V |
W |
X |
Y |
Z |
?
 
Sa |
Sb |
Sc |
Sd |
Se |
Sf |
Sg |
Sh |
Si |
Sj |
Sk |
Sl |
Sm |
Sn |
So |
Sp |
Sq |
Sr |
Ss |
St |
Su |
Sv |
Sw |
Sy |
Sz
 
Sia |
Sib |
Sic |
Sid |
Sie |
Sif |
Sig |
Sih |
Sii |
Sij |
Sik |
Sil |
Sim |
Sin |
Sio |
Sip |
Siq |
Sir |
Sis |
Sit |
Siu |
Siv |
Siw |
Six |
Siy |
Siz
Die Liste der Biografien führt alle Personen auf, die in der deutschsprachigen Wikipedia einen Artikel haben. Dieses ist eine Teilliste mit 11 Einträgen von Personen, deren Namen mit den Buchstaben „Si“ beginnt.

## Si
- Si, altägyptischer BeamterSi

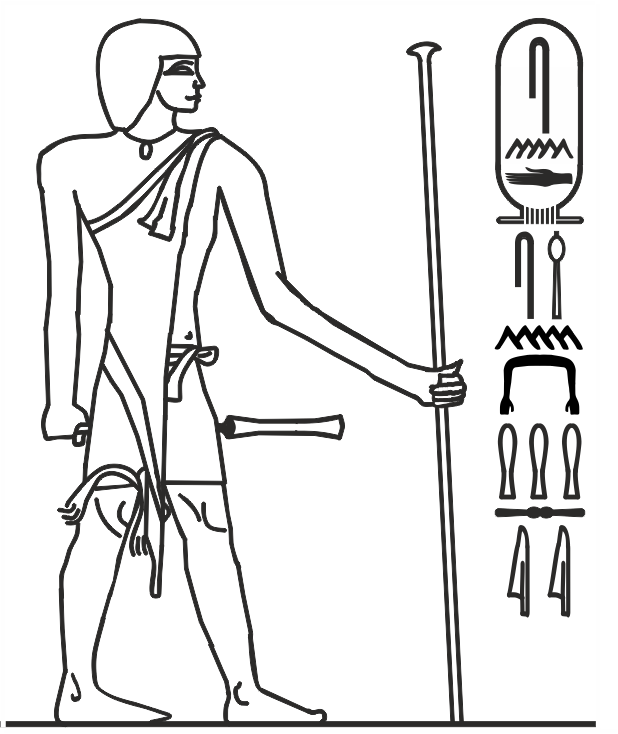
Si

- Si Jiahui (* 2002), chinesischer Snookerspieler
- Si Mohamed, Cédric (* 1985), algerisch-französischer Fußballtorhüter
- Si Mustapha-Müller (1926–1993), politischer Kommissar der Algerischen Befreiungsbewegung; Gründer und Leiter des Rückführungsdienstes für Fremdenlegionäre
- Si Saowaphak († 1611), König von Ayutthaya in Siam
- Si Singamangaraja XII (1849–1907), Priesterkönig der Batak
- Si Suriyawong, Chaophraya (1808–1883), siamesischer Aristokrat und Minister
- Si Suthammaracha († 1656), König von Ayutthaya in Siam
- Si, Tianfeng (* 1984), chinesischer Geher
- Si, Yajie (* 1998), chinesische Wasserspringerin
- Si, Yew-Ming (* 1979), malaysischer Tennisspieler